# Область (математика)
О́бласть (или открытая область)

Линейно связное и открытое множество. Изображение границы фигуры штриховой линией указывает, что точки, лежащие на границе, не принадлежат множеству

— непустое линейно свя́зное открытое множество точек топологического пространства.
Этот термин часто используется в комплексном анализе, поэтому под областью часто понимают область комплексной плоскости.
Замкнутая область — замкнутое множество, внутренность которого является открытой областью.

## Связанные определения
Напомним, что множество открыто, если у любой точки множества имеется окрестность, все точки которой лежат в множестве.
Множество линейно связно, если любые две точки из множества можно соединить некоторой линией, все точки которой лежат в множестве.
Топологическим пространством в определении часто выступает евклидовы пространства,  комплексное пространство, риманова поверхность или другие многообразия.
В этих пространствах для открытых множеств линейная связность равносильна связности, то есть тому, что множество нельзя разбить на два непустых открытых подмножества (или что множество не содержит собственных подмножеств, одновременно открытых и замкнутых в исходном множестве.
Поэтому иногда в определении области вместо линейной связности используют связность.
Иногда областью называют непустое открытое множество, не обязательно линейно связное. Тогда область в обычном смысле называют линейно связной областью, или просто связной областью.

Замкнутая область (не вполне удачный термин, уместен в паре с термином «открытая область») — замкнутое множество, внутренность которого является открытой областью.
Иногда несущественно, что называть областью — связное или несвязное множество, открытое или замкнутое, тогда под областью понимают вообще любое множество, соответствующее контексту.

## Примеры
- Любое открытое выпуклое множество есть область[7].
- Связная окрестность точки на комплексной области[6].
- На прямой область — это всегда открытый интервал, конечный или бесконечный[2][14][3].
- На плоскости области гораздо более разнообразней. Например, внутренность круга есть область, но открытое множество, состоящее из всех внутренних точек двух кругов, которые касаются внешним образом, уже не является областью, так как оно несвязно[2][14].

## Область комплексной плоскости

### Определение области
Рассмотрим на комплексной плоскости понятие «область», которое переносится без изменений на любое топологическое пространство.

Линейно связное и открытое множество

О́бласть (или открытая область) {\displaystyle D} — множество точек обычной комплексной {\displaystyle \mathbb {C} } или расширенной комплексной плоскости {\displaystyle {\bar {\mathbb {C} }}}, которые обладают следующими двумя свойствами:
- множество открыто, то есть любая точка множества {\displaystyle z\in D} имеет такую свою окрестность, которая полностью принадлежит множеству {\displaystyle D};
- множество линейно связно, то есть любые две точки множества {\displaystyle z,\,w\in D} соединены некоторой линией, все точки которой лежат в множестве {\displaystyle D}.

В частности, любое открытое выпуклое множество на комплексной плоскости есть область.
Поскольку для открытых множеств понятие «линейная связность» равносильно понятию просто «связность», то есть тому, что множество нельзя разбить на два непустых открытых подмножества (или что множество не содержит собственных подмножеств, одновременно открытых и замкнутых в исходном множестве), то иногда в определении области понятие «линейная связность» заменяют на понятие «связность».
Иногда областью называют непустое открытое множество, не обязательно линейно связное. Тогда область в обычном смысле называют линейно связной областью, или просто связной областью.
Область общего вида обычно обозначают латинской прописной буквой {\displaystyle D}, а иногда — латинской прописной буквой {\displaystyle G} или греческой прописной буквой {\displaystyle \Omega }. Разные виды областей могут обозначаться специальным образом.

Слева направо: внутренняя, внешняя и граничная точки

Все точки {\displaystyle z} плоскости по отношению к лежащей в ней области распадаются на следующие три непересекающиеся множества, объединение которых полностью покрывает плоскость:
- внутренние точки {\displaystyle z\in D} области, у которых имеются некоторые окрестности, полностью лежащие в области;
- внешние точки {\displaystyle z\notin {\bar {D}}}, {\displaystyle z\in C{\bar {D}}} области, у которых имеются некоторые окрестности, полностью лежащие вне области;
- граничные точки {\displaystyle z\in \partial D} области, любые окрестности которых имеют как точки, лежащие в области, так и точки, лежащие вне области, то есть это точки, которые ни внутренние, ни внешние одновременно.

Предельная точка области — внутренняя либо граничная точка, то есть точка, любые окрестности которой имеют бесконечно много точек области.
Множество всех внутренних точек области с неё совпадает и поэтому всегда непусто.
Вся комплексная плоскость — единственный пример области на плоскости, не имеющей границы. Поэтому можно сказать, что любая область на плоскости, за единственным исключением, имеет границу.
Если область отлична от всей плоскости, то её дополнение непусто и может состоять из внешних и граничных точек. Если внешних точек нет, то дополнение области включает не менее одной граничной точки. Если внешние точки есть, то тогда:
- их бесконечно много, так как имеется окрестность из внешних точек;
- граничных точек тоже бесконечно много.

Граничные точки области имеются всегда, если область отлична от плоскости, а внешние точки при этом могут отсутствовать. Например, когда область состоит из всех точек плоскости, не принадлежащих некоторой прямой или окружности, то эти прямая или окружность образуют границу области, а внешние точки отсутствуют.

### Граница области

Круг, граничная окружность и внутренняя граница — радиус

Граница области {\displaystyle D} — множество {\displaystyle \partial D} (или {\displaystyle \operatorname {Fr} D}) всех граничных точек области.
Теорема 1 (о замкнутости границы). Граница {\displaystyle \partial D} произвольной области {\displaystyle D} есть замкнутое множество.
Доказательство. Область есть множество, поэтому его граница замкнута как граница множества. □
Теорема 2 (об открыто-замкнутом множестве). Если непустое подмножество {\displaystyle M} связной области {\displaystyle D}, {\displaystyle M\neq \varnothing }, {\displaystyle M\subset D}, одновременно открыто и замкнуто в индуцированной топологии области {\displaystyle D}, то подмножество совпадает с областью, {\displaystyle M=D}.
Компактная, или строгая, принадлежность множества области — принадлежность области {\displaystyle D} замыкания {\displaystyle {\bar {M}}} множества {\displaystyle M}, {\displaystyle {\bar {M}}\subset D}, {\displaystyle M\Subset D}. При этом множество {\displaystyle M} компактно, или строго, принадлежит области {\displaystyle D}.

Ограниченная, или конечная, или компактная, область — область {\displaystyle D}, для которой
{\displaystyle \sup\{|x|\colon \,x\in D\}<\infty },
или существует круг, содержащий эту область {\displaystyle D}, то есть
{\displaystyle D\subset \{|z|<R,\,R<\infty \}},
или бесконечная точка не принадлежит замыканию области {\displaystyle D} в расширенной комплексной плоскости {\displaystyle {\bar {\mathbb {C} }}}, то есть
{\displaystyle D\Subset \mathbb {C} }.
Иначе область {\displaystyle D} называется неограниченной, или бесконечной.
Замкнутая область {\displaystyle {\bar {D}}} — объединение области и её границы {\displaystyle {\bar {D}}=D\cap \partial D}, то есть множество всех внутренних и всех граничных точек области. Это не вполне удачный термин, но уместный в паре с термином «открытая область». Другими словами, замкнутая область {\displaystyle {\bar {D}}} получается замыканием области {\displaystyle D}.
Замкнутая область {\displaystyle {\bar {D}}} — это замкнутое множество. Но граница {\displaystyle {\bar {D}}} не всегда совпадает с границей исходного открытого множества {\displaystyle D}, бывает, что {\displaystyle \partial {\bar {D}}\neq \partial D}. Всегда {\displaystyle \partial {\bar {D}}\subseteq \partial D}, но не обязательно {\displaystyle \partial {\bar {D}}=\partial D}. Например, открытый единичный круг {\displaystyle |z|<1} без своего радиуса {\displaystyle 0\leqslant x\leqslant 1} есть область с границей, состоящей из окружности {\displaystyle |z|=1} и этого радиуса, но замыкание этой области — просто единичный замкнутый круг {\displaystyle |z|\leqslant 1}, граница которого — только окружность {\displaystyle |z|=1}.

Внутренняя граница области {\displaystyle D} — часть границы {\displaystyle \partial D} области {\displaystyle D}, которая не принадлежит границе {\displaystyle \partial {\bar {D}}} замыкания {\displaystyle {\bar {D}}}, то есть разность множеств {\displaystyle \partial D\setminus \partial {\bar {D}}} (не спутайте с внутренней компонентой границы).
Метрическое строение границы области может быть очень сложным множеством. На рисунке внизу слева показан прямоугольник {\displaystyle ABCD} с прямолинейными разрезами на нём от сторон {\displaystyle AB} и {\displaystyle CD}, которые сгущаются при приближении к стороне {\displaystyle BC}. В этом случае область — это множество внутренних точек прямоугольника, из которого удалены точки разрезов. На рисунке внизу справа область — это спиралевидная полоска, которая стягивается к предельной окружности {\displaystyle A}.

Очень сложные границы
Прямоугольник и очень сложная граница
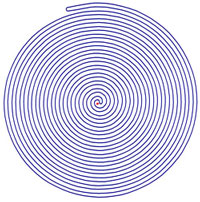
Не очевидно, находится ли точка во внутренней части этой замкнутой кривой Жордана
Спиралевидная полоска

Но обычно имеют дело с областями, границы которых суть конечное число кусочно-гладких кривых или точек.
Теорема 3. Расстояние от замкнутого множества (например, кривой), принадлежащего области, до границы области больше нуля.

### Порядок связности области
Граница {\displaystyle \partial D={\bar {D}}\setminus D} области {\displaystyle D} — это некоторое замкнутое множество. Если это замкнутое множество не связно, то тогда оно представляет собой набор из нескольких замкнутых связных частей — компонент связности. Число компонент связности {\displaystyle k} может быть любым: {\displaystyle 0\leqslant k\leqslant \infty }.
Односвязная область — область {\displaystyle D} расширенной комплексной плоскости {\displaystyle {\bar {\mathbb {C} }}}, {\displaystyle D\in {\bar {\mathbb {C} }}}, со связной границей {\displaystyle \partial D}, то есть {\displaystyle k=1}. Образно говоря, односвязная область — это область без «дыр». Граница односвязной области расширенной комплексной плоскости состоит из одного замкнутого связного множества, например, из одной замкнутой кривой Жордана или из одной точки. Иначе, если граница области не связна, то есть {\displaystyle k>1}, область называется многосвязной.
Следующая теорема принимается некоторыми авторами за определение односвязной области.
Теорема 1. Произвольную замкнутую кривую Жордана, принадлежащую односвязной области, можно непрерывно стянуть в произвольную точку этой области, оставаясь всё время в этой области. Другими совами, произвольная замкнутая кривая Жордана, принадлежащая односвязной области, имеет внутреннюю часть, также принадлежащую этой области
Понятие границы плоской области тесно связано с понятие кривой, но в общем случае граница произвольной плоской области имеет существенно более сложнее строение. Простейшим примером такой связи служит следующая теорема Жордана.
Теорема 2 (теорема Жордана). Замкнутая кривая Жордана делит расширенную комплексную плоскость на две односвязные области, для которых эта кривая является общей границей: на конечную {\displaystyle D^{+}} и бесконечную {\displaystyle D^{-}}. Дополнение к дуге Жордана на расширенной комплексной плоскости есть односвязная область, для которой эта дуга является границей и которой принадлежит бесконечно удалённая точка.
Замечание. Для кусочно-гладких кривых эта теорема имеет простое доказательство и геометрически очевидна, но для произвольных непрерывных кривых доказывается достаточно тонко и является достаточно трудной задачей.

Жорданова область — одна из двух односвязных областей: конечная {\displaystyle D^{+}} или бесконечная {\displaystyle D^{-}}, на которые делит расширенную комплексную плоскость замкнутая кривая Жордана.
Замечание. Обычную конечную, не расширенную, комплексную плоскость замкнутая кривая Жордана делит на односвязную область, находящуюся внутри кривой, и на многосвязную (конкретно двусвязную) область, находящуюся во внешности кривой, со стороны бесконечно удалённой точки.
Порядок, или число, связности области — конечно число {\displaystyle k} связных компонент границы {\displaystyle \partial D} области {\displaystyle D} расширенной комплексной плоскости {\displaystyle {\bar {\mathbb {C} }}}, {\displaystyle D\in {\bar {\mathbb {C} }}}. Иначе, если число компонент связности {\displaystyle k} границы бесконечно, {\displaystyle k=\infty }, область называется бесконечно связной.

Три разреза: односвязная область

Разрез, или купюра, области — удаление из области точек кусочно-гладкой кривой, которая вся принадлежит области, за исключением, быть может, начала и конца кривой.
Порядок связности области на единицу больше минимального числа разрезов, превращающих область в односвязную, причём эти разрезы соединяют попарно компоненты связности границы области.

{\displaystyle k}-связная область — область {\displaystyle D} расширенной комплексной плоскости {\displaystyle {\bar {\mathbb {C} }}}, {\displaystyle D\in {\bar {\mathbb {C} }}}, граница которой состоит из {\displaystyle k} компонент связности. При {\displaystyle k=2} область называется двусвязной, при {\displaystyle k=3} — трёхсвязной и так далее, при {\displaystyle k<\infty } — конечносвязной.

Связность областей
Односвязная область
Четырёхсвязная область
Бесконечно связная область

Порядок связности области на комплексной плоскости определяет её топологический тип. Но топологические типы областей пространств {\displaystyle \mathbb {R} ^{n}}, {\displaystyle n>2}, или {\displaystyle \mathbb {C} ^{m}}, {\displaystyle m>1}, не определяются одним числом.

### Ориентированная граница области
Простая граница области — граница {\displaystyle \partial D} области {\displaystyle D} комплексной плоскости {\displaystyle \mathbb {C} }, состоящая из конечного числа кусочно-гладких замкнутых жордановых кривых (контуров).

Простые границы
Только внешняя граница
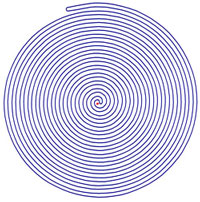
Сложная внешняя граница
Внешняя граница и три внутренние компоненты

Непростые границы
Три не замкнутых жордановых кривых
Бесконечная граница
Много не замкнутых жордановых кривых

Ориентированная граница области, состоящая из замкнутых жордановых кривых

Внешняя граница области — компонент простой границы области, замкнута кривая, отделяющая точки области от бесконечной точки плоскости. Остальные компоненты границы области называются внутренними (не спутайте с внутренней границей).

Ориентированная простая граница области — ориентация простой границы области такая, что область остаётся слева при её обходе вдоль границы. Другими словами, внешняя граница области ориентирована против часовой стрелки, а внутренние компоненты границы — по часовой стрелке. Такая ориентация границы области и такое направление её обхода называются положительными. Противоположная ориентация границы области и противоположное направление её обхода называются отрицательными.

Ориентированная граница области, состоящая просто из жордановых кривых

Обычно понятие ориентированной границы обобщают, снимая с жордановых кривых границы требование замкнутости. Такая граница области состоит не только из замкнутых жордановых кривых (то есть контуров), но также из жордановы дуг (то есть разрезов) и точек. Получается следующие определения.
Кривая со складками — кривая комплексной плоскости {\displaystyle \mathbb {C} }, состоящая из конечного числа кусочно-гладких замкнутых жордановых кривых (контуров), конечного числа жордановых дуг (складок) и счётного числа изолированных точек.
Складка кривой — компонента кривой со складками, а именно: жорданова дуга.
Ориентированная граница со складками области — ориентация компонентов границы со складками области, состоящей из конечного числа кусочно-гладких жордановых кривых, такая, что область остаётся слева при её обходе вдоль границы. При таком обходе одни точки границы проходятся только один раз, другие — несколько раз.

### Кратность граничной точки

Полный обход границы со складками односвязной области. 1 — простые граничные точки, 2 — двойные, 3 — тройная

Понятие кратности граничной точки получается при детализации обхода границы со складками области (а также при детализации достижимых граничных точек).
Обход кривой со складками — последовательный поэтапный непрерывный обход связной кривой со складками. Каждый этап обхода приходится на одну из частей контуров или складок между разветвлениями кривой. Такой обход аналогичен обходу связного лабиринта, то есть прямому обходу дерева справа налево: в точке разветвления выбираем самый левый путь. Части контуров проходятся один раз, части складок — два раза в противоположных направлениях. При этом некоторые точки разветвления кривой могут проходиться произвольной конечное число раз.

Четыре складки, сходящиеся в четырёхкратной точке

Пример кривой со складками. Рассмотрим следующую область {\displaystyle D}: расширенная комплексная плоскость {\displaystyle {\bar {\mathbb {C} }}} без отрезков
{\displaystyle l_{k}=\left[0,\,\exp {\frac {2(m-k)\pi i}{m}}\right],\quad } {\displaystyle k=0,\,1,\,2,\,\dots ,\,m-1,}
где натуральное число {\displaystyle m>2}. Таким образом, {\displaystyle D} — это односвязная область с границей «звезда» из указанных удалённых отрезков. Обход такой области {\displaystyle D} происходит следующим образом: проходим отрезок {\displaystyle l_{0}=[0,\,1]} от точки {\displaystyle z=0} до {\displaystyle z=1}, а затем обратно до {\displaystyle z=0}. После этого так же проходим отрезок {\displaystyle l_{1}}, потом отрезок {\displaystyle l_{2}} и так далее до последнего отрезка {\displaystyle l_{m-1}}. Отрезки {\displaystyle l_{k}} суть кривые Жордана рассматриваемой кривой со складками, которые проходятся дважды, то есть складки. Точка {\displaystyle z=0} проходится {\displaystyle m} раз.
Кратность граничной точки — количество проходов через точку границы области при её полном однократном обходе. Если за полный однократный обход границы точка границы проходится один раз, она называется простой (или однократной), иначе она называется кратной (или {\displaystyle p}-кратной): при двух проходах — двойной, при трёх — тройной.
Понятие кратности граничной точки действует и для многосвязных областей.

### Достижимая граничная точка

Достижимая четырёхкратная точка

Достижимая граничная точка (достижимая изнутри граничная точка), лежащая над некоторой точкой {\displaystyle P} границы {\displaystyle \partial D} области {\displaystyle D}, — пара {\displaystyle \langle z_{0},\,\gamma \rangle }, где {\displaystyle \gamma } — кривая Жордана с концом в точке {\displaystyle z_{0}\in \partial D}, принадлежащая области {\displaystyle D} за исключением {\displaystyle z_{0}}. Причём выполняется следующие условие: две кривые {\displaystyle \gamma } и {\displaystyle \gamma '}, обе с концом в точке {\displaystyle z_{0}}, задают одну и ту же достижимую граничную точку, если для любой окрестности {\displaystyle U(z_{0})} обе кривые находятся в одной и той же связной части пересечения окрестности {\displaystyle U(z_{0})} с областью {\displaystyle D}. Если для граничной точки не существует такой пары из точки и кривой, то такая точка называется недостижимой.

Точки отрезка границы области недостижимы

На рисунке справа показан прямоугольник {\displaystyle ABCD} с прямолинейными разрезами на нём от сторон {\displaystyle AB} и {\displaystyle CD}, которые сгущаются при приближении к стороне {\displaystyle BC}. В этом случае область — это множество внутренних точек прямоугольника, из которого удалены точки разрезов. Для этой области точки отрезка {\displaystyle BC} недостижимы, а все остальные граничные точки достижимы.
Теорема 1. Любая граничная точка области, ограниченной конечным числом жордановых кривых, достижима.

Метрика Мазуркевича в области, или расстояние по области — расстояние между двумя точками области, равное точной нижней границе диаметров ломаных, полностью лежащих в области и соединяющих эти точки.
В метрике Мазуркевича достижимые граничные точки можно считать обычными точками границы, то есть обойтись в определении без связных частей пересечения окрестности с областью.
Внутренним точкам разреза области всегда отвечают две достижимые граничные точки — по одной на каждой стороне разреза.
Понятие кратности граничной точки получается не только при детализации обхода границы со складками области, но и при детализации достижимых граничных точек.
{\displaystyle p}-кратная граничная точка — геометрическая граничная точка, над которой лежит ровно {\displaystyle p}, {\displaystyle 1\leqslant p\leqslant \infty }, различных достижимых граничных точек.
Понятие достижимых граничных точек лежит в основе дополнения к теореме Жордана, данное Шёнфлисом.

Теорема 2 (теорема Шёнфлиса). Все точки замкнутой кривой Жордана на расширенной комплексной плоскости достижимы с обеих сторон, то есть для каждой из двух односвязных областей, ею определяемых.
Следствие 1. Из теорем Жордана и Шёнфлиса следует, что все внутренние точки незамкнутой кривой Жордана на расширенной комплексной плоскости достижимы.
Следствие 2. Из теорем Жордана и Шёнфлиса следует, что любая точка границы области на расширенной комплексной плоскости, ограниченной незамкнутой кривой Жордана, однократна; любая внутренняя точка незамкнутой кривой Жордана — двукратна.

### Основные области
Основная, или каноническая, область — одна из трёх следующих областей на комплексной плоскости:
- расширенная комплексная плоскость, или замкнутая плоскость, {\displaystyle {\bar {\mathbb {C} }}};
- комплексная плоскость, или открытая плоскость, {\displaystyle \mathbb {C} };
- единичный круг {\displaystyle U:=\{z\in \mathbb {C} \colon |z|<1\}} (или верхняя полуплоскость {\displaystyle H:=\{z\in \mathbb {C} \colon \operatorname {Im} z>0\}}[53].

Группы автоморфизмов этих областей можно описать следующим образом:
{\displaystyle \operatorname {Aut} {\bar {\mathbb {C} }}=\left\{z\mapsto {\frac {az+b}{cz+d}},\,a,b,c,d\in \mathbb {C} ,\,ad-bc\neq 0\right\};}
{\displaystyle \operatorname {Aut} \mathbb {C} =\left\{z\mapsto az+b,\,a,b\in \mathbb {C} ,\,a\neq 0\right\};}
{\displaystyle \operatorname {Aut} U=\left\{z\mapsto e^{i\theta }{\frac {z-a}{1-{\bar {a}}z}},\,a\in \mathbb {C} ,\,\theta \in \mathbb {R} ,\,|a|<1\right\}}
{\displaystyle \left(\operatorname {Aut} H=\left\{z\mapsto {\frac {az+b}{cz+d}},\,a,b,c,d\in \mathbb {R} ,\,ad-bc>0\right\}\right).}

Дробно-линейный изоморфизм областей — дробно-линейное преобразование комплексной плоскости {\displaystyle {\bar {\mathbb {C} }}}, отображающее область {\displaystyle D_{1}\in {\bar {\mathbb {C} }}} на область {\displaystyle D_{2}\in {\bar {\mathbb {C} }}}.
Теорема 1. Единичный круг {\displaystyle U} и верхняя полуплоскость {\displaystyle H} дробно-линейно изоморфны, поскольку {\displaystyle H} конформно отображается на {\displaystyle U} следующим дробно-линейным отображением:
{\displaystyle e^{i\theta }{\frac {z-a}{z-{\bar {a}}}},\,a\in \mathbb {C} ,\,\theta \in \mathbb {R} ,\,\operatorname {Im} a>0.}
Теорема 2. Группы автоморфизмов основных областей комплексной плоскости не изоморфны друг другу. Основные области не биголоморфно эквивалентны друг другу.
Доказательство 1. Группы автоморфизмов основных областей имеют разную вещественную размерность:
- группа {\displaystyle \operatorname {Aut} {\bar {\mathbb {C} }}} имеет размерность 6, так как зависит всего от трёх комплексных параметров, поскольку числитель и знаменатель можно поделить на комплексное число;
- группа {\displaystyle \operatorname {Aut} \mathbb {C} } имеет размерность 4, так как зависит от двух комплексных параметров;
- группа {\displaystyle \operatorname {Aut} U} имеет размерность 3, так как зависит от одного комплексного и одного вещественного параметра,

следовательно, группы автоморфизмов основных областей комплексной плоскости не изоморфны друг другу, а сами основные области не биголоморфно эквивалентны друг другу. □
Доказательство 2. Докажем непосредственно, что основные области не биголоморфно эквивалентны друг другу. Замкнутая область {\displaystyle {\bar {\mathbb {C} }}} (сфера) даже не гомеоморфна открытым областям {\displaystyle \mathbb {C} } и {\displaystyle U}, поэтому {\displaystyle {\bar {\mathbb {C} }}} не биголоморфно эквивалентна {\displaystyle \mathbb {C} } и {\displaystyle U}. Области {\displaystyle \mathbb {C} } и {\displaystyle U} гомеоморфны, но биголоморфного отображения {\displaystyle \mathbb {C} } на {\displaystyle U} не существует, поскольку такое отображение должно быть целой функцией {\displaystyle f}, причём везде {\displaystyle |f(z)|<1}, следовательно, по теореме Лиувилля, {\displaystyle f=\mathrm {const} }. □
Основные области односвязны и даже топологически различны как подмножества области {\displaystyle {\bar {\mathbb {C} }}}: граница {\displaystyle {\bar {\mathbb {C} }}} пуста, граница {\displaystyle \mathbb {C} } состоит из одной точки, граница {\displaystyle U} состоит из более чем одной точки, то есть бесконечна, поскольку область {\displaystyle U} связна. Следовательно, области с пустой границей биголоморфны {\displaystyle {\bar {\mathbb {C} }}}, а с границей из одной точки биголоморфны {\displaystyle \mathbb {C} }. Одна из основных теорем комплексного анализа — теорема Римана заключается в том, что произвольная односвязная область {\displaystyle D}, граница которой состоит из более чем одной точки, биголоморфна единичному кругу {\displaystyle U}.
Итак, на расширенной комплексной плоскости {\displaystyle {\bar {\mathbb {C} }}} существуют всего три класса биголоморфной эквивалентности односвязных областей — по количеству основных областей.

## Область в комплексном пространстве

### Трёхмерная область
Любой {\displaystyle n}-мерный открытый шар есть область. Любой {\displaystyle n}-мерный замкнутый шар есть замкнутая область.

### Симметрическая область
Симметрическая область — ограниченная область в комплексном пространстве, каждой точке которой соответствует обратное самому себе аналитическое отображение области, для которого эта точка единственная неподвижная.
Это определение обобщается на комплексное многообразие.
Симметри́ческая о́бласть — комплексное многообразие, изоморфное симметрической области комплексного пространства.
Всего существует четыре серии неприводимых симметрических областей, которые привязаны к классическим простым группам Ли, а также две особые области комплексных размерностей 16 и 27.

### Список простейших областей
Приведём список некоторых простейших областей комплексного пространства:
- шар,
- поликруг,
- полиобласть,
- область Рейнхарта,
- круговая область,
- область Хартогса,
- кругообразная область,
- кратно-кругообразная область,
- полуплоскость,
- полоса,
- трубчатая область.

### Комментарии
1. 1 2  Имеется перевод на английский язык.